# Sofía Martins de Sousa
Sofía Martins de Sousa (Oporto, 23 de marzo de 1870-Oporto, 28 de noviembre de 1960), también conocida como Sofia de Souza o S. Martins, fue un pintora portuguesa. Era hermana de la pintora Aurélia de Sousa y tía de la pintora y coleccionista de arte Marta Ortigão Sampaio, propietaria original de las piezas expuestas en la Casa-Museo Marta Ortigão Sampaio.

## Biografía
Sus padres ―António Martins de Sousa y Olinda Peres― habían emigrado desde Oporto (Portugal) primero a Brasil y después a Chile. En 1869 se mudaron de vuelta a Oporto.
Con el dinero que habían ahorrado en Latinoamérica, la familia compró una granja, Quinta da China, en la margen norte del río Duero, cerca de Oporto, donde se establecieron. En 1874 falleció su padre. En 1880 su madre se volvió a casar.
Comenzó sus clases de dibujo y pintura con António da Costa Lima, un antiguo discípulo de Roquemont. En 1885, se inscribió en la Academia de Bellas Artes de Oporto, donde fue alumna de João Marques de Oliveira, quien influyó en su estilo. Más tarde, ella y su hermana Aurélia de Sousa se inscribieron en Dibujo y Pintura Histórica, también en la Academia de Bellas Artes de Oporto, pero al no contar con beca económica, no pudieron terminar el curso.
En 1900 se reunió con su hermana Aurélia en Francia, gracias al apoyo de otra hermana, María Estela de Sousa (quien se había casado con Vasco Ortigão Sampaio). Ambas comenzaron a asistir a la Academia en 1900 y 1901. En 1902, antes de regresar a Portugal, las dos hermanas viajaron por Europa: visitaron Bélgica, Alemania, Italia y España. Visitaron varios museos, que despertaron el gusto de Aurélia e Sofía por la pintura flamenca.
Murió en su casa en Quinta da China, el 28 de noviembre de 1960, a la edad de 90 años.
En su trabajo se puede ver que fue influenciada por los estilos más innovadores que vio en Francia. Ella pintó en un estilo naturalista personal, a veces realista, impresionista o posimpresionistas. Sus temas incluyen retratos, paisajes y escenas de la vida cotidiana.